# Casa Senyorial de Bebrene
La Casa Senyorial de Bebrene (en letó: Bebrenes muiža) és una mansió a la regió cultural de Selònia, al Municipi d'Ilūkste  de Letònia.

## Història
La seva construcció va ser encarregada pel Comte Stanisław Kostka von Plater-Syberg i construïda en estil neorenaixentista francès al segle xix per l'arquitecte polono-italià Leandro Marconi, el complex està situat en un parc, un dels parcs naturals en estil anglès més expressius de Letònia. L'edifici actualment allotja l'escola secundària Bebrene.